# Sprengberechtigter

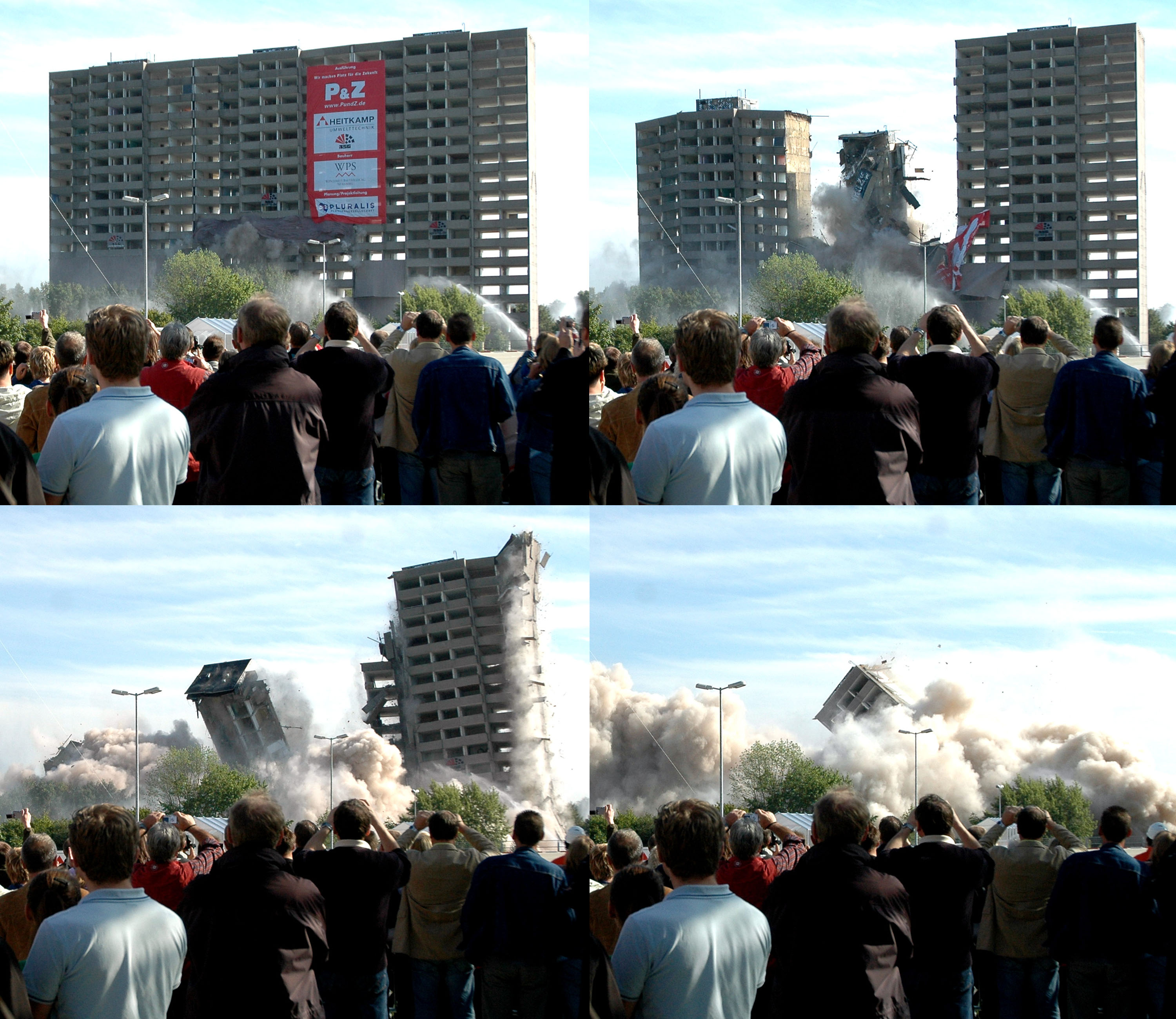
Die Sprengung eines Hochhauses ist eine spektakuläre Tätigkeit der Sprengmeister

Als Sprengberechtigter oder Schießberechtigter, im Volksmund auch Sprengmeister, in Österreich Sprengbefugter, wird eine Person bezeichnet, die die gesetzlich vorgeschriebenen Ausbildungslehrgänge zum Erwerb der Fachkunde in der Sprengtechnik (zum Beispiel in Deutschland auf Grundlage der § 7, § 20 und § 27 Sprengstoffgesetz und der 1. Verordnungen zum Sprengstoffgesetz) absolviert hat. Der Sprengberechtigte ist kein Lehrberuf, sondern eine Zusatzqualifikation.
Die Befähigung gemäß § 20 Sprengstoffgesetz benötigen Personen, die mit Sprengstoffen und Zündmitteln im Rahmen einer gewerblichen Tätigkeit (Hersteller, Händler, Anwender o. Ä.) oder für den privaten Gebrauch umgehen.

## Deutschland
Die Lehrgänge müssen an einer staatlichen oder staatlich anerkannten Ausbildungsstätte („Sprengschule“) belegt werden und behandeln unter anderem die Rechtsvorschriften, Technische Regeln zum Sprengstoffrecht und Sprengtechniken. Tätigkeitsfelder sind unter anderem der Bergbau (Schießhauer), Steinbrüche und Tief- und Rückbauunternehmen, im Zivilschutz die Fachgruppe Sprengen des THW.
Voraussetzungen sind das vollendete 21. Lebensjahr, eine Unbedenklichkeitsbescheinigung gemäß § 34 der Ersten Verordnung zum Sprengstoffgesetz und eine Tätigkeit als Sprenghelfer in einem Betrieb.
Die Grundlehrgänge sind:
- der Grundlehrgang für allgemeine Sprengarbeiten und Kultursprengungen
- der Grundlehrgang für Sprengarbeiten unter Tage/Tunnelbau

Die sprengtechnischen Sonderlehrgänge sind unter anderem:
- der Sonderlehrgang für das Sprengen von Bauwerken und Bauwerksteilen
- der Sonderlehrgang für Unterwassersprengungen
- der Sonderlehrgang für Eissprengungen
- der Sonderlehrgang für Sprengen von heißen Massen
- der Sonderlehrgang für Schneefeldsprengen
- der Sonderlehrgang für Großbohrlochsprengungen

## Österreich
Sprengungen dürfen in Österreich nur von „Sprengbefugten“ nach fachlichen Grundsätzen und unter Anwendung und Beachtung der erforderlichen Sicherheitsmaßnahmen ausgeführt werden. Ausnahmen dazu gibt es für land- und forstwirtschaftliche Betriebe oder auf eigenem Grund und Boden, dort dürfen Sprengarbeiten auch von Personen durchgeführt werden, die lediglich einen einfachen Nachweis über eine ausreichende Schulung für diese Tätigkeit und damit die Voraussetzung zur Erlangung eines Sprengmittelbezugscheines besitzen.
Die österreichischen Fachkenntnisausbildungsgebiete lauten:
- a) allgemeine Sprengarbeiten (einschließlich Abbruchsprengen, Eissprengen, Metallsprengen, Serienparallelschaltungen bei Sprengarbeiten, Sprengarbeiten unter Tage)
- b) Tiefbohrlochsprengarbeiten
- c) Sprengarbeiten unter Wasser
- d) Sprengarbeiten in heißen Massen
- e) Lawinenauslösesprengarbeiten
- f) Lawinenauslösesprengarbeiten vom Hubschrauber

Als Zulassungsvoraussetzungen gelten:
- für b), d) und e): allgemeine Sprengarbeiten
- für c) allgemeine Sprengarbeiten und Fachkenntnisse für die Durchführung allgemeiner Taucharbeiten
- für f) allgemeine Sprengarbeiten und Lawinenauslösesprengarbeiten